# Jevgenij Pavlovič Poběguščij
Jevgenij Pavlovič Poběguščij (ukrajinsky Євген Павлович Побігущий) narozen 15. listopadu 1901 Postolivka (ukrajinsky Постолівка) v Haličsko-vladiměřském království, Rakousko-Uhersko, zemřel 29. května 1995 v Haaru u Mnichova, Německo, byl příslušník organizace Roland, velitel pluku v divizi SS Galizien a autor pamětí Mozaika mých vzpomínek (ukrajinsky Мозаїка моїх споминів).

## Mládí
Narodil se v rodině ukrajinských učitelů. Dětství prožil ve vesnici Vaskrjesincy (ukrajinsky Воскресинці) nedaleko města Kolomyja, kde také navštěvoval střední školu. Po vyhlášení Západoukrajinské lidové republiky se 1. listopadu 1918 dobrovolně přihlásil do řad Ukrajinské haličské armády. V jejich řadách prodělal Polsko-ukrajinskou válku jako dělostřelec. V květnu 1920 byl demobilizován.

## V polské druhé republice
V roce 1921 se stal občanem Druhé polské republiky. Vedl školu svého otce, současně studoval na Ukrajinské tajné univerzitě a na řeckokatolickém teologickém lyceu sv. Jana Křtitele ve Stanislavu. V roce 1925 byl povolán do polské armády. V roce 1928 vstoupil na univerzitu v Poznani, kde získal magisterský titul v oboru politické ekonomie. V roce 1929 se stal členem OUN. Následně se v roce 1935 stal vojákem z povolání v polské armádě, kde dosáhl hodnosti kapitána a vedl výcvik nižších důstojníků. Sloužil u 57. pěšího pluku ve městě Poznaň.

## Druhá světová válka
Po napadení Polska Německem se zúčastnil boje proti německé armádě v řadách polské armády jako velitel 7. roty 3. praporu 55. pěšího pluku. Během bitvy na Bzuře byl zajat. Ze zajetí byl propuštěn na jaře 1940, kdy pracoval jako pomocný zaměstnanec v městském archivu v Poznani.  
V roce 1941 vstoupil do vojenské složky OUN. Pod patronací abwehru byl cvičen k diverzním operacím ve zvláštních jednotkách v řadách tzv. Družiny ukrajinských nacionalistů. 

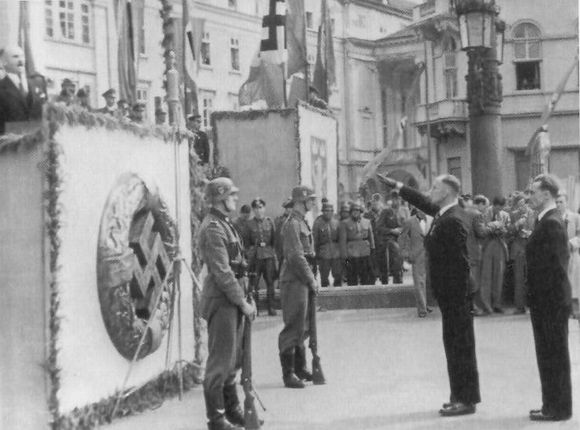
Poběguščij zdravíce nacistickým pozdravem přichází k tribuně na přehlídku rekrutů do divize SS Galizien v Lvově (18. července 1943)

Po útoku Německa na SSSR byl přesunut na východ. Poběguščij působil v jednom z praporů organizace Roland, kde byl ukrajinským zástupcem německého velitele. V červenci 1941 byl nasazen v boji poblíž městečka Balta.  
Na konci listopadu 1941 uzavřel smlouvu o službě v německých silách a vstoupil do 201. praporu Schutzmannschaftu. Ten byl vyslán k bojům proti sovětským partyzánům do okupovaného Běloruska, kde vystřídal prapor lotyšské pomocné policie. Praporu formálně velel Poběguščij, ale ve skutečnosti rozkazy vydával německý důstojník pod přímým řízením SD. Jednotka také byla začleněna pod operační velení 201. bezpečnostní divize wehrmachtu (německy 201. Sicherungs-Division). Jedním z jeho spolubojovníků byl také Roman Šuchevyč, který je znám pozdější aktivní účastí ve vraždách civilistů.  
Úkolem praporu byla ochrana vojensky důležitých objektů. Prapor byl rozmístěn do 12 opevněných základen, ze kterých měl kontrolovat území o rozloze přibližně  2 400 km². Podle později vydaných pamětí Poběguščiho byly vztahy s Bělorusy výborné a místní obyvatelstvo je podporovalo v boji s partyzány. Prapor, ve kterém působil, se chlubil likvidací 2 000 sovětských partyzánů při minimálních ztrátách 49 mužů. Poměr ztrát vede k podezření, že zlikvidovaní nebyli partyzány, ale šlo o civilisty. Podle ukrajinského historika Adolfa Kondrackiho se prapor zúčastnil represivních a pacifikačních akcí na Volyni a Bělorusku, při kterých se dopouštěl zločinů proti židovskému, běloruskému a ukrajinskému civilnímu obyvatelstvu.  
Po ukončení smlouvy byl 201. prapor v počtu 650 vojáků a 22 důstojníků odzbrojen a rozpuštěn. Klíčovým důvodem pro jeho rozpuštění byly nepokoje, které mezi ukrajinskými nacionalisty vyvolalo německé zamítnutí Deklarace ukrajinské nezávislosti a z toho vyplývající odmítání prodloužit smlouvy s německými silami. Mnozí z důstojníků byli vyšetřování a zadrženi SD včetně Poběguščiho. Byl vězněn do jara 1943 a měl být odeslán do koncentračního tábora. Nakonec za propuštění slíbil vstoupit do nově formované haličské divize SS. V dubnu 1943 podle dohody vstoupil do nově tvořené ukrajinské divize SS Galizien. V divizi zastával velitelské funkce včetně velení 29. pluku. Stal se tak jediným Ukrajincem (Haličanem), který zastával velitelskou funkci na této úrovni. Byl jmenován do hodnosti SS Sturmbannführer. 
Na jaře roku 1944 se zúčastnil velké protipartyzánské operace Svátky jara. V létě a na podzim 1944 se podílel na potlačování Slovenského národního povstání a účastnil se bojů s partyzány Josipa Broze Tita v Jugoslávii. V březnu 1945 byl zařazen do nově vznikající Ukrajinské národní armády, kde mu byla udělena hodnost plukovníka.

## Emigrace
Po ukončení války žil v Západním Německu, kde údajně navázal spolupráci s americkou CIA. Sovětské úřady ho stíhaly za obvinění z válečných zločinů a požadovaly jeho vydání do SSSR. Poběguščij však nebyl sovětským občanem, a proto vydán nikdy nebyl. 
Studoval na právnické fakultě Mnichovské univerzity (1950 – 1951). Podílel se také v padesátých letech 20. století na vojenském výcviku vojáků britské armády umístěných v Německu. V té době si také změnil jméno na Ren. 
Přednášel ideologii na Svobodné ukrajinské univerzitě. Kromě veřejné práce se hodně věnoval i politické činnosti, zejména v Organizaci ukrajinských nacionalistů a také v mezinárodní organizaci Antibolševický blok národů (1958 – 1960). Byl vychovatelem Svazu ukrajinské mládeže v Belgii, Francii, Velké Británii a USA (1959 – 1980).
Od roku 1969 po dobu deseti let sloužil jako hlava ukrajinského křesťanského hnutí a byl jedním z organizátorů výstavby Katedrály na přímluvu Panny Marie a svatého Ondřeje Prozvaného v Mnichově (ukrajinsky Собор Покрови Пресвятої Богородиці та святого Андрія Первозваного). Za aktivní činnost v náboženské oblasti mu papež Pavel VI. udělil titul rytíř Řádu svatého papeže Silvestra. Podle anglické jazykové verze mu tento řád udělil až papež Jan Pavel II. v roce 1982 a tutéž informaci uvádí Encyklopedie současné Ukrajiny. 
V roce 1982 vydal první díl svých pamětí „Mozaika mých vzpomínek“ a v roce 1985 k nim přibyl druhý díl. Po získání nezávislosti Ukrajiny na SSSR daroval Lvovské univerzitě část své knihovny.
Zemřel 28. května 1995 v městečku Haar nedaleko Mnichova.

## Kontroverze
V ukrajinském prostředí je Poběguščij vnímán jako bojovník proti komunistické tyranii a útlaku ukrajinského národa. Ukrajinské prameny se vyhýbají podrobnějšímu popisu jeho činnosti v Bělorusku, či další činnosti pod patronací SD. V ruských a běloruských pramenech je naopak charakterizován jako zuřivý nacionalista nebo nacista s rukama od krve. V polském prostředí je dosud živou vzpomínkou Volyňský masakr, který je spojován s ukrajinskými nacionalisty. Součástí těchto událostí je také vypálení Českého Malína.